# Nepenthes villosa
Espèce
Statut de conservation UICN

 LC  : Préoccupation mineure
Statut CITES
Nepenthes villosa est une espèce de plantes à fleurs de la famille des Nepenthaceae. C'est une espèce de plantes carnivores de montagne vivant en Malaisie entre 2 400 et 3 200 m d'altitude sur le Mont Kinabalu et son voisin le mont Tambuyukon (Bornéo).

## Étymologie
Nepenthes, du grec νηπενθες (composé de νη, « sans », et πενθoς, « douleur du deuil ») signifiant ainsi « qui dissipe la douleur ».
Plante connue dans l'Antiquité (Pline le Jeune) comme un remède à la déprime : mélangée au vin, elle devait chasser les soucis.
Villosa : du latin villosus, signifiant « velu, couvert de poils ».